# Паролист
Паролист (Zygophyllum) — рід рослин родини Парнолистові (Zygophyllaceae).

## Назва
Біномінальна назва походить від грец. ζυγόν (ярмо для пари волів) та грец. φυλλον (листя), що описує подвійну специфічну форму листків рослини.

## Класифікація
Аналіз ДНК показав, що роди Augea, Fagonia та Tetraena мають бути включені у Zygophyllum/

## Поширення та середовище існування
Містить більше 50 видів, що переважно розповсюдженні у посушливих районах Африки, Центральної Азії, Середземномор'я та Австралії. В Україні зустрічається Паролист звичайний (Zygophyllum fabago), що росте у Криму та в південних районах Степу по приморських берегах.

## Галерея

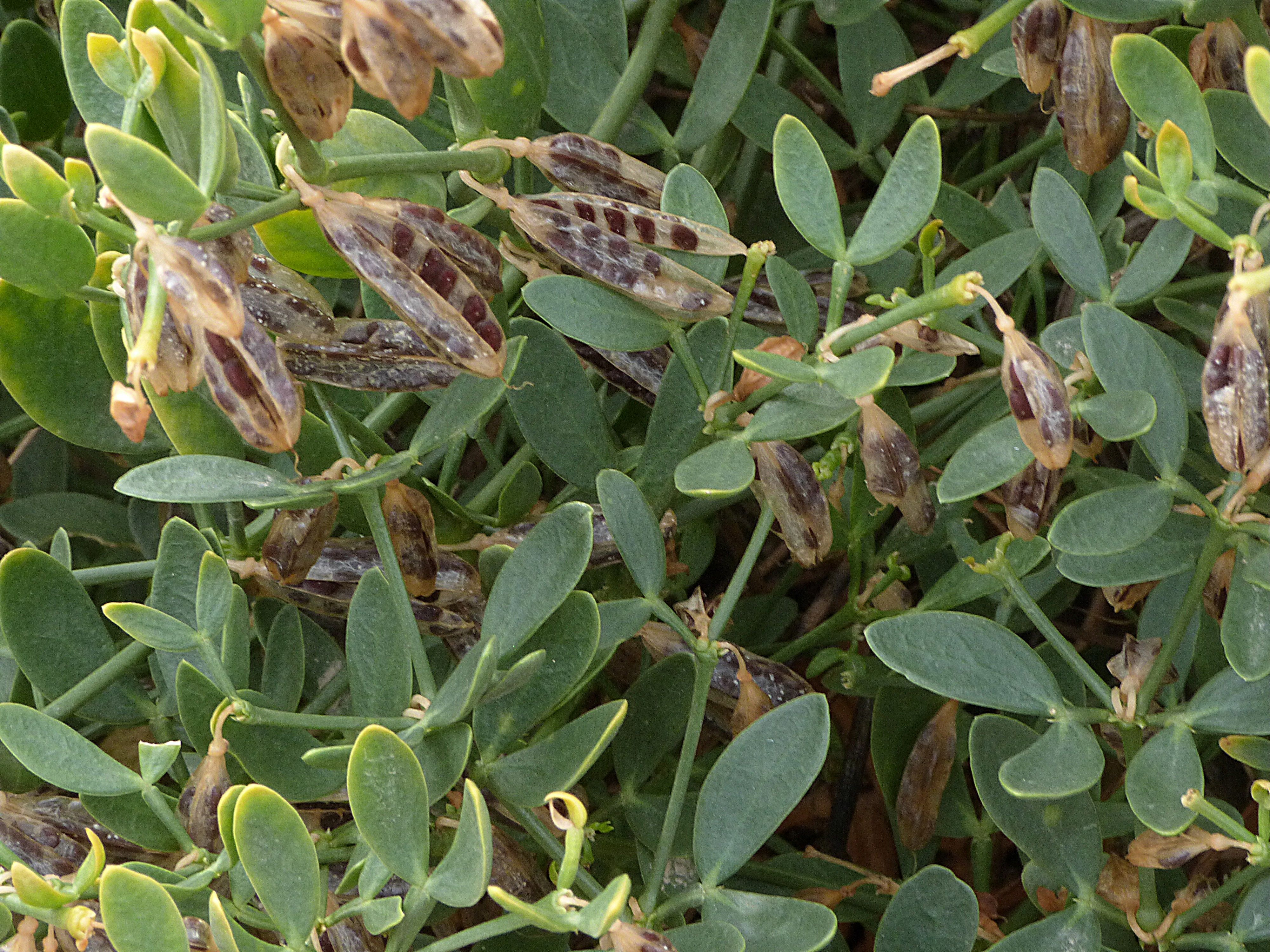
Плоди Zygophyllum fabago
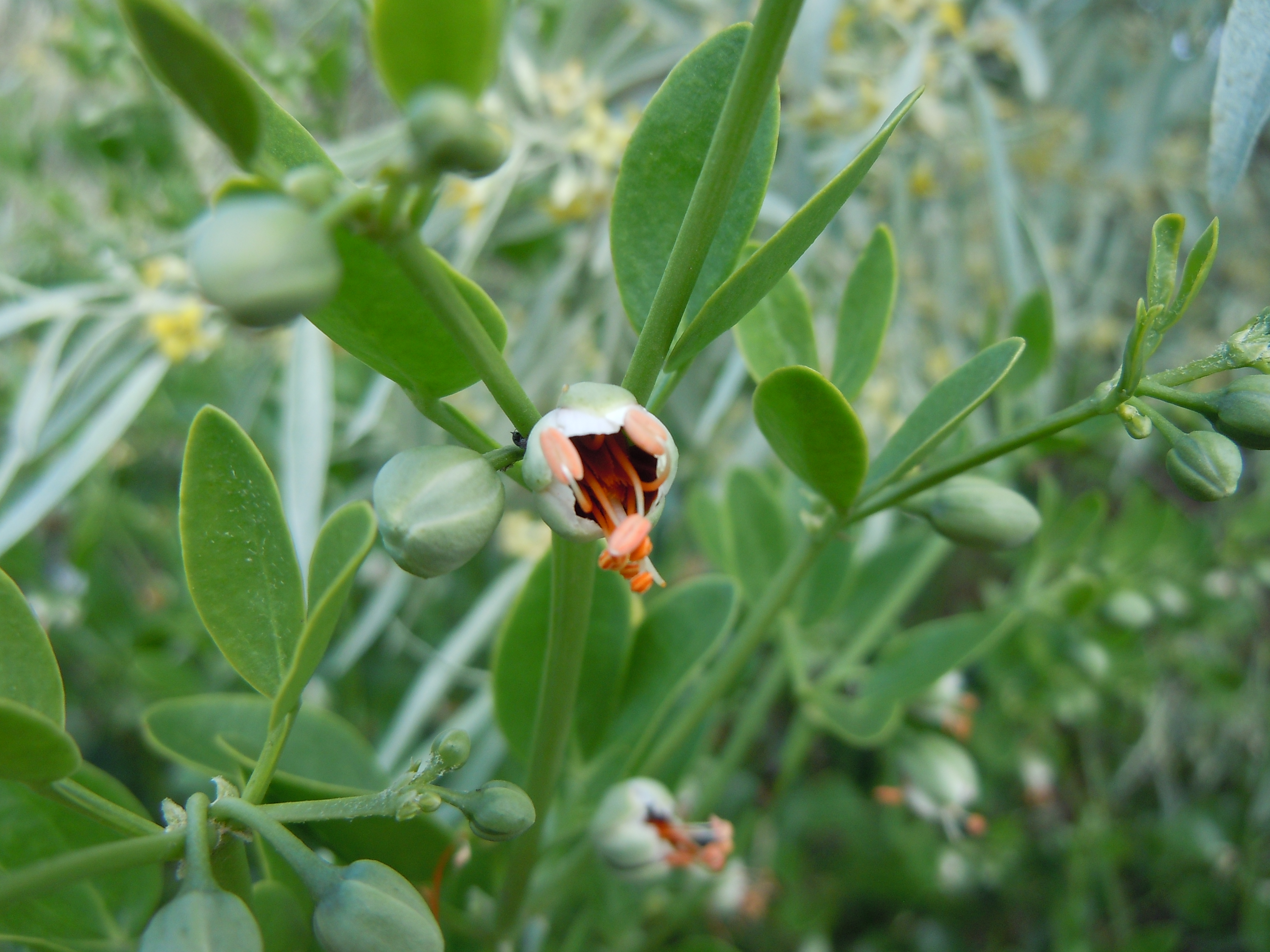
Квітка Zygophyllum fabago
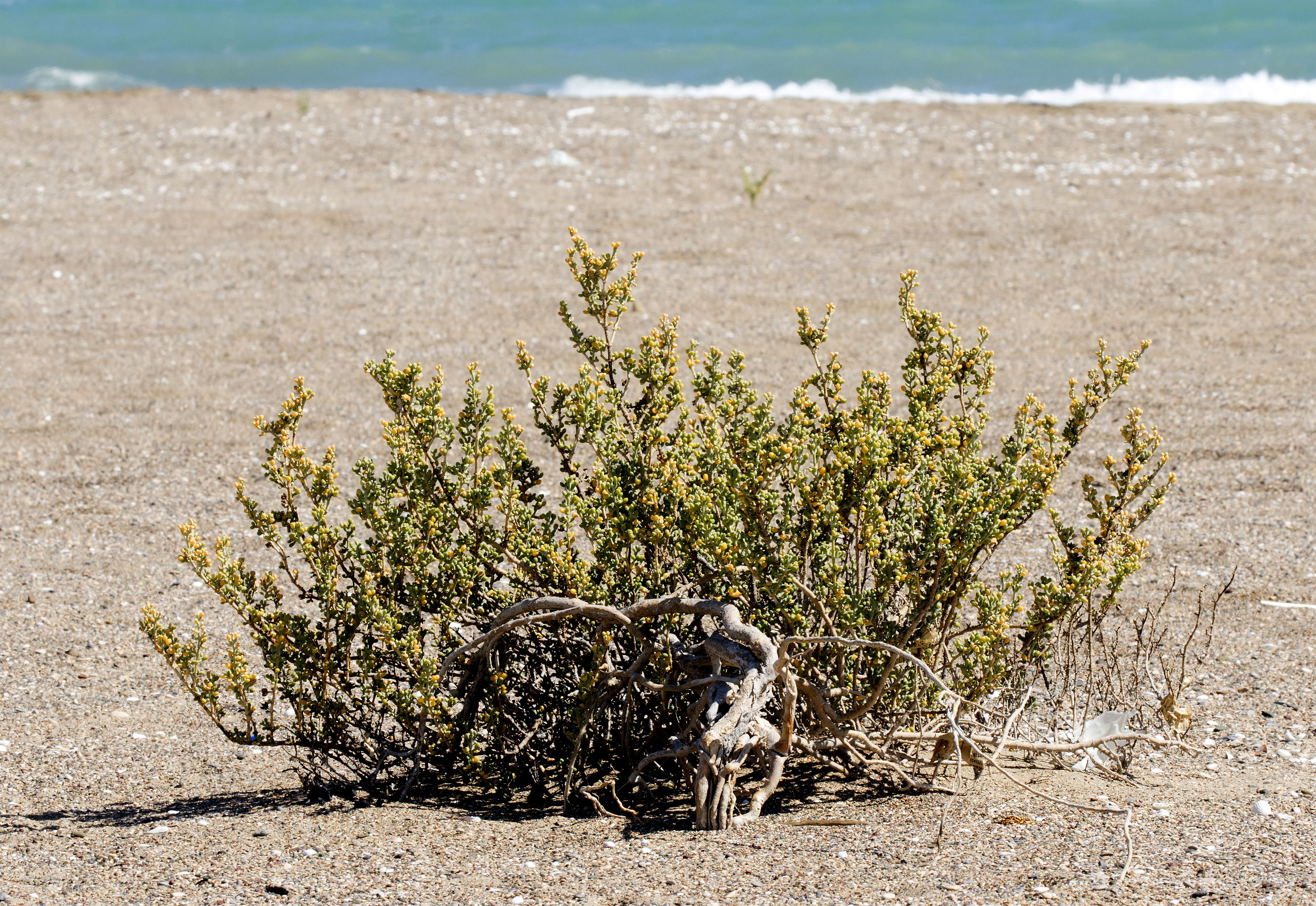
Кущ Zygophyllum album
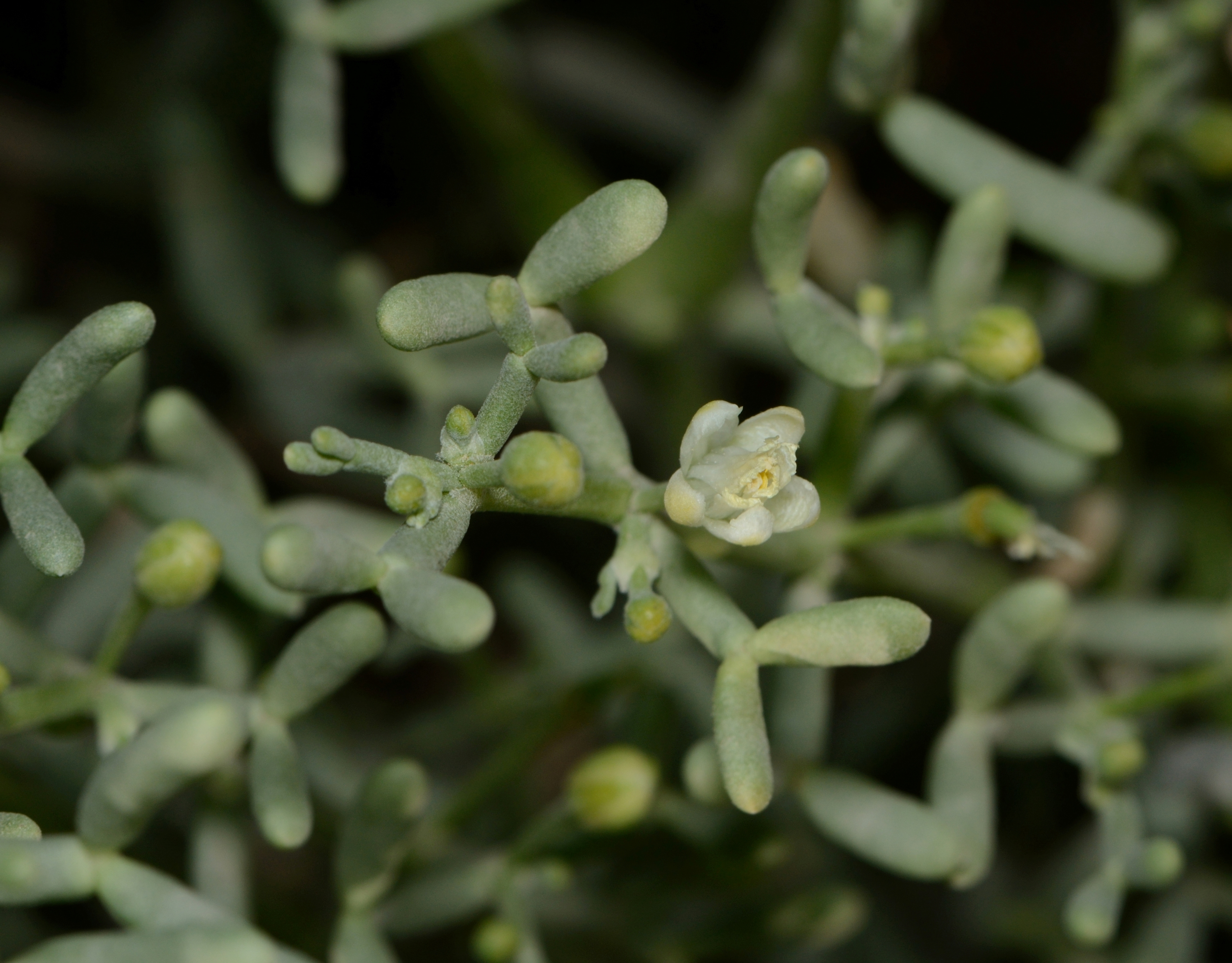
Квітка Zygophyllum coccineum